# Cnemisticta
Cnemisticta – rodzaj ważek z rodziny Isostictidae.

## Występowanie
Rodzaj obejmuje gatunki występujące na wyspie Nowa Brytania z Archipelagu Bismarcka (Papua-Nowa Gwinea) oraz na kilku wyspach archipelagu Wysp Salomona położonych w części należącej do państwa Wyspy Salomona.

## Systematyka
Rodzaj Cnemisticta oraz dwa należące do niego gatunki opisał w 1993 roku amerykański entomolog Thomas W. Donnelly na łamach „Tijdschrift voor Entomologie”. Na gatunek typowy autor wyznaczył C. angustilobata. Są to jak dotąd jedyne znane gatunki z tego rodzaju.

### Etymologia
Cnemisticta: cnem- – ze względu na niewielkie podobieństwo do niektórych pióronogowatych (Platycnemididae); gr. stiktos „przekłuty, kropkowany, nakrapiany”.

### Podział systematyczny
Do rodzaju należą następujące gatunki:
- Cnemisticta angustilobata Donnelly, 1993
- Cnemisticta latilobata Donnelly, 1993